# 太田信治郎
太田 信治郎（おおた しんじろう、1873年（明治6年）2月5日 - 1957年（昭和32年）5月17日）は、明治から昭和前期の実業家、政治家。衆議院議員。

## 経歴
東京府葛飾郡、のちの東京市深川区で、材木商・太田重吉の長男として生まれる。家業を継承し材木商を営む。
万信材木店社長、大日本林業社長、東京材木問屋組合役員、東京製材組合組長などを務めた。
政界では、深川区会議員、同議長、同学務委員、東京市会議員、内閣国有財産調査委員、同特別都市計画委員などに在任した。
1920年（大正9年）5月の第14回衆議院議員総選挙に東京府第4区から出馬して当選し、以後、第17回総選挙まで連続して再選された。1936年（昭和11年）2月の第19回総選挙でも再選され、立憲民政党に所属して衆議院議員に通算5期在任した。
関東大震災では財産が灰燼に帰し本人も大火傷を受けたが、復興に尽力して復活を果たした。また、1905年（明治38年）本所若宮町に無料宿泊所を設けて所長を務め、社会事業活動も行った。
戦後、1947年（昭和22年）4月の第23回総選挙に東京都第1区から無所属で立候補したが落選した。